# Marco Mattiacci
Marco Mattiacci (Roma, 8 dicembre 1970) è un manager e dirigente sportivo italiano.
È stato il direttore della Gestione Sportiva Ferrari dal 14 aprile al 24 novembre 2014.

## Biografia
È laureato in scienze economiche all'Università la Sapienza. Dal 1989 al 1999 ha lavorato in Jaguar. Nel 1999 Mattiacci inizia a lavorare in Ferrari. Dopo vari impieghi in America e Asia, nel 2010 diviene direttore della Ferrari North America.
Il 14 aprile 2014 sostituisce Stefano Domenicali come capo della scuderia di Formula 1. Sotto la sua direzione la Ferrari ha ottenuto due podi (un secondo e un terzo posto, entrambi con Fernando Alonso), in 16 Gran Premi disputati, il quarto posto nella classifica costruttori, un sesto (Fernando Alonso) e un dodicesimo posto (Kimi Räikkönen) nella classifica piloti. Il 24 novembre dello stesso anno, dopo l'ultima gara del Mondiale, viene sostituito da Maurizio Arrivabene.
Nel 2016 entra in Faraday Future in qualità di direttore dello sviluppo del marchio.